# 徐遵宗
徐遵宗（1583年—？年），字務滋，號念生，福建漳州府龍溪縣人，明朝政治人物。

## 生平
丁酉福建鄉試第六名舉人，萬曆三十八年庚戌科會試二百四十七名，第三甲第一百九十四名進士。工部觀政，授浙江烏程縣知縣，四十四年調直隸博野縣，四十六年陞南京刑部河南司主事。

## 家族
曾祖徐智顯；祖徐宣，壽官；父徐孔仁，己卯举人、樂陵教諭；母黃氏。永感下。兄邁宗（庠生）；汝秀。弟光宗（庠生）；蘧宗；尚賢（監生）；時炳（乙卯举人）。子徐長日（郡庠生）。